# Sacrum Commercium beati Francisci cum domina Paupertate
Sacrum Commercium beati Francisci cum domina Paupertate lub tylko Sacrum Commercium (łac. Mistyczne zaślubiny błogosławionego Franciszka z Panią Ubóstwem) – trzynastowieczny poemat alegoryczny autorstwa Jana z Parmy o duchowych zaślubinach św. Franciszka z Asyżu z Panią Ubóstwem.
Poemat stanowi źródło do biografii Franciszka z Asyżu i historii założonego przez niego zakonu, szczególnie w tym, co dotyczy ubogiej formy życia ślubowanej zgodnie z regułą.
Utwór przedstawia w udramatyzowanej formie biblijno-ascetyczną refleksję dotyczącą franciszkańskiego ubóstwa.

## Tytuł
Od XIV w. łaciński zwrot «Sacrum Commercium» tłumaczony jest jako mistyczne zaślubiny. We wczesnych źródłach franciszkańskich i pismach samego Franciszka mowa jest raczej o pani czy damie ubóstwie, pani biedzie niż o małżonce. Idea wyrażona we wczesnych źródłach bliższa jest raczej językowi rycerskiemu – wierność rycerza szlachetnej damie. Dopiero Żywot Drugi Tomasza z Celano i Legenda większa Bonawentury z Bagnoregio przypiszą świętemu relację wierności małżeńskiej względem Pani Biedy. Commercium może też być tłumaczone jako: przymierze, wymiana, kontrakt, relacja.

## Autorstwo
Kronika 24 generałów przypisuje autorstwo Sacrum Commercium byłemu generałowi zakonu Janowi z Parmy. Po ustąpieniu ze stanowiska w 1257 teolog ten osiadł w eremie w Greccio. Zmarł w 1289. Sacrum Commercium jest bogate w cytaty ze Starego i Nowego Testamentu, brak w nim jednak jakichkolwiek wskazówek, iż autorem mogła być osoba oskarżona o joachinizm o silnych konotacjach profetycznych i apokaliptycznych. Jak wiadomo z historii zakonu, Jan z Parmy był sądzony z rozkazu papieża ze względu na sympatię dla ruchu związanego z osobą potępionego mistyka cysterskiego Joachima z Fiore. Giorgio Petrocchi przypisał autorstwo Janowi Parentiemu.

## Struktura dzieła
Sacrum Commercium dzieli się na prolog i 31 rozdziałów:
1. Prolog (1-4)[a]
2. Błogosławiony Franciszek pyta o Ubóstwo (5-8)
3. Franciszek prosi, aby mu oznajmiono, gdzie mieszka Ubóstwo (9-11)
4. Błogosławiony Franciszek zachęca braci (12-13)
5. Ubóstwo podziwia łatwość wznoszenia się wstępujących (14-15)
6. Błogosławiony Franciszek wychwala Ubóstwo (16-18)
7. Wspaniałość Ubóstwa (19-22)
8. Odpowiedź Pani Ubóstwa (23-24)
9. Wspomnienie z raju (25-30)
10. Świadectwo Chrystusa (31)
11. Apostołowie (32)
12. Następcy Apostołów (33)
13. Pokój przeciwny Ubóstwu (34-35)
14. Prześladowanie siostrą Ubóstwa (36)
15. Pochwała prawdziwie ubogich (37)
16. Fałszywi ubodzy (38)
17. Chciwość (39)
18. Ubóstwo upomina fałszywych zakonników (40)
19. Ich odpowiedź (41)
20. Ubóstwo mówi o dobrych zakonnikach (42)
21. Chciwość przybiera nazwę „jasnego rozeznania” (43-44)
22. Przezorna troska (45)
23. Chciwość prosi Lenistwo o pomoc (46)
24. Zakonnicy pokonani przez Lenistwo (47-49)
25. Wzbogaceni ubodzy prześladują Ubóstwo (50)
26. Ubóstwo wzywa ich do opamiętania się (51)
27. Pan przemawia do Ubóstwa (52)
28. Pani Ubóstwo mówi błogosławionemu Franciszkowi o wzlocie i upadku w życiu zakonnym (53-55)
29. Odpowiedź błogosławionego Franciszka i braci (56-57)
30. Zgoda Ubóstwa (58)
31. Uczta Ubóstwa z braćmi (59-63)
32. Pani Ubóstwo błogosławi braciom i zachęca ich do trwania w otrzymanej łasce (64-69)